# اوسپنوفکا (سرزمین آلتای)
اوسپنوفکا (به لاتین: Uspenovka) یک منطقهٔ مسکونی در روسیه است که در سرزمین آلتای واقع شده‌است.